# Хиральдо (Колумбия)
Хиральдо (исп. Giraldo) — город и муниципалитет на западе Колумбии, на территории департамента Антьокия. Входит в состав субрегиона Западная Антьокия.

## История
Поселение из которого позднее вырос город было основано 19 декабря 1845 года. Муниципалитет Хиральдо был выделен в отдельную административную единицу в 1865 году. Название города связано с именем Рафаэля Марии Хиральдо, губернатора Антьокии, занимавшего этот пост в период с 1855 по 1862 годы.

## Географическое положение

Муниципалитет Хиральдо

Город расположен в западной части департамента, в гористой местности Западной Кордильеры, на расстоянии приблизительно 58 километров к северо-западу от Медельина, административного центра департамента. Абсолютная высота — 2054 метра над уровнем моря.

Муниципалитет Хиральдо граничит на северо-востоке с муниципалитетом Буритика, на юге — с муниципалитетом Санта-Фе-де-Антьокия, на западе — с муниципалитетом Абрьяки, на северо-западе — с муниципалитетом Каньясгордас. Площадь муниципалитета составляет 239 км².

## Население
По данным Национального административного департамента статистики Колумбии, совокупная численность населения города и муниципалитета в 2012 году составляла 4077 человек.
Динамика численности населения муниципалитета по годам:
| 2005 | 2006 | 2007 | 2008 | 2009 | 2010 | 2011 | 2012 |
| ---- | ---- | ---- | ---- | ---- | ---- | ---- | ---- |
| 4188 | 4188 | 4170 | 4143 | 4127 | 4119 | 4090 | 4077 |

Согласно данным переписи 2005 года мужчины составляли 51,4 % от населения Хиральдо, женщины — соответственно 48,6 %. В расовом отношении белые и метисы составляли 99,8 % от населения города; негры, мулаты и райсальцы — 0,2 %.
Уровень грамотности среди всего населения составлял 87,7 %.

## Экономика
Основу экономики Хиральдо составляет сельскохозяйственное производство.

68,7 % от общего числа городских и муниципальных предприятий составляют предприятия торговой сферы, 28,9 % — предприятия сферы обслуживания, 2,4 % — предприятия иных отраслей экономики.